# Wikariat centralny
Wikariat centralny – jedna z trzech jednostek administracyjnych Greckiej Metropolii Francji. Jego obecnym zwierzchnikiem jest ks. Athanasios Iskos. 
Na terenie wikariatu znajdują się następujące parafie: 
- Parafia Zwiastowania w Lyonie
- Parafia Nawiedzenia Matki Bożej w Lyonie
- Parafia św. Jerzego w Grenoble
- Parafia Trójcy Świętej w Saint-Étienne
- Parafia św. Aleksandra w Pont-de-Chéruy
- Parafia Zwiastowania i św. Mikołaja w Clermont-Ferrand